# Экземплярский, Иван Тихонович
Иван Тихонович Экземплярский (1898, Муром — сентябрь 1932, Муром) — советский военнослужащий, чапаевец, участник Первой мировой и Гражданской войн, кавалер двух орденов Красного Знамени.

## Биография

Муром. Д. 33 по улице Московской

Сын священника. Учился в Муромской мужской гимназии. С началом Первой мировой войны записался в добровольцы, приписав себе к дате рождения четыре года. Был направлен в Петроградское кавалерийское училище, которое окончил в чине прапорщика. На фронте был ранен, награждён именной саблей.
С 1925 по 1926 год работал в родном Муроме в отделе народной милиции, у истоков формирования которой стоял. Возглавлял уголовный розыск.

## Память
- Мемориальная доска на доме 33 по улице Московской в Муроме
- В честь Экземплярского в Муроме названа улица.